# Tầng Burdigala
| Hệ/ Kỷ                                 | Thống/ Thế   | Bậc/ Kỳ    | Tuổi (Ma) | Tuổi (Ma) |
| -------------------------------------- | ------------ | ---------- | --------- | --------- |
| Đệ Tứ                                  | Pleistocen   | Gelasia    | trẻ hơn   | trẻ hơn   |
| Neogen                                 | Pliocen      | Piacenza   | 2.588     | 3.600     |
| Neogen                                 | Pliocen      | Zancle     | 3.600     | 5.333     |
| Neogen                                 | Miocen       | Messina    | 5.333     | 7.246     |
| Neogen                                 | Miocen       | Tortona    | 7.246     | 11.63     |
| Neogen                                 | Miocen       | Serravalle | 11.63     | 13.82     |
| Neogen                                 | Miocen       | Langhe     | 13.82     | 15.97     |
| Neogen                                 | Miocen       | Burdigala  | 15.97     | 20.44     |
| Neogen                                 | Miocen       | Aquitane   | 20.44     | 23.03     |
| Paleogen                               | Thế Oligocen | Chatti     | già hơn   | già hơn   |
| Phân chia kỷ Neogen theo ICS năm 2017. |              |            |           |           |

Tầng Burdigala trong niên đại địa chất là kỳ gần đầu tiên của thế Miocen, và trong thời địa tầng học là bậc áp dưới cùng của thống Miocen và của hệ Neogen. Kỳ Burdigala tồn tại từ ~ 20.44 Ma đến 15.97 Ma (Ma: Megaannum, triệu năm trước).
Kỳ Burdigala kế tục kỳ Aquitane, và tiếp sau là kỳ Langhe của cùng thế Miocen.

## Địa tầng
Tên Burdigala bắt nguồn từ  tên tiếng Latinh Burdigala của thành phố Bordeaux, Pháp. Kỳ Burdigala được Charles Depéret giới thiệu trong tài liệu khoa học vào năm 1892.
Đáy của Burdigala là ở lần xuất hiện đầu tiên của loài Trùng lỗ Globigerinoides altiaperturus và phần trên của đới địa thời từ tính C6An. Kể từ năm 2016, một Hồ sơ tham chiếu chính thức (GSSP) cho Burdigala vẫn chưa được chỉ định.
Đỉnh của Burdigala (đáy của Langhe) được xác định bởi sự xuất hiện đầu tiên của loài Trùng lỗ Praeorbulina glomerosa và cũng đồng thời với đỉnh của đới địa thời từ tính C5Cn.1n.

### Sinh địa tầng
Các địa phương nổi tiếng về cổ sinh vật học của Burdigalia bao gồm Turritellenplatte của Ermingen ở Đức và mỏ hổ phách Dominica của Hispaniola.
Tổ tiên tiến hóa có thể có của con người như Victoriapithecus đã tiến hóa trong khoảng thời gian này.